# Бедфордширский клэнгер
Бедфордширский клэнгер (также называемый Хертфордширским клэнгером, пирожком Троули или просто клэнгером) — это блюдо английской кухни, родом из Бедфордшира и соседних графств Англии, таких как Бакингемшир и Хартфордшир. Происхождение восходит к XIX веку. Его до сих пор готовят в некоторых пекарнях и кафе.

## Описание
Клэнгер — это продолговатый пирожок с сухарной корочкой, который иногда описывают как разновидность несладкого пудинга. Название блюда может иметь отношение к его плотной консистенции. В «Словаре английских диалектов» Джозефа Райта указана фраза «clung dumplings» из диалекта Бедфордшира, которая отсылает к прилагательным «clungy» и «clangy» со значением «тяжелый» или «с плотной текстурой».
Исторически женщины пекли клэнгеры на полдник для мужей, работающих в поле. Считалось, что корка служила для защиты начинки от грязных рук рабочих. Клэнгеры можно есть холодными или подогреть, завернув во влажную газету и положив под жаровню. Создание блюда иногда приписывается шляпникам из Лутона, хотя такое же блюдо было распространено в сельских районах Бакингемшира и Хартфордшира.

## Приготовление
Пирожок традиционно варили в ткани, как и другие пудинги на основе сала. В некоторых современных рецептах используются песочное или другое тесто и предлагается выпекать его, как и все пирожки ― именно этот метод был предложен в 1990-х годах при возрождении блюда в коммерческой пекарне. Для начинки можно использовать печень и лук, бекон и картофель, свинину и лук или другое мясо с овощами, а в качестве приправы —  шалфей.
Несмотря на то, что клэнгер зачастую был несладким, он также готовился и со сладкой начинкой (такой, как джем или фрукты) с одного конца. Этот вариант упоминается в журнале «Бедфордшир» 1960-х годов уже как «'alf an' 'alf (половина-на-половину)», а оригинальное название «clanger» используется только для несладкой версии. В 1959 году также упоминается, что клэнгеры обычно были солеными, а версия со сладкой начинкой в одном конце называлась пирожок Троули в честь деревни в западном Хартфордшире, где, как предполагается, он появился. Трудно сказать, как часто добавлялась сладкая начинка в традиционном исполнении, но в современных рецептах зачастую используется именно этот вариант.

## Варианты
Похожие пирожки были известны в некоторых районах Бакингемшира, в частности в Эйлсбери-Вейл, как «Bacon Badger». Обычно они готовились так: бекон, картофель и лук приправлялись шалфеем, заворачивались в тесто и затем варились в ткани. Этимология слова «badger» неизвестна, но может относиться к прежнему термину «торговец мукой». Слово «badger» широко использовалось в графствах Мидленда в начале XIX века. Им называли торговцев зерном и едой или просто любых торговцев. Похожий рецепт пирожка известен под множеством других имен в разных частях страны: «flitting pudding» в графстве Дарем, «dog in blanket (собака в одеяле)» в Дербишире и «bacon pudding (беконный пудинг)» в Беркшире и Суссексе.

## В культуре
- О фирменной выпечке клэнгеров рассказывалось в 8-й серии британского телешоу «The Great British Bake Off».
- Упоминается в эпизоде комедийного сериала «Рожденный в поместье» персонажем Неда, работником поместья Грантли.[16]